# 동남로 (서울)
동남로(東南路, Dongnam-ro)는 서울특별시 송파구 문정동 올림픽훼밀리타운 3단지 아파트에서 강동구 고덕동 샘터근린공원을 잇는 왕복 6차선 도로이다.

## 유래
- 동남로 : 서울특별시의 동남쪽에 위치하여 붙여진 이름이다.
- 방아다리길 : 옛날의 자연마을인 오곡과 방아다리를 잇는 길에서 유래되었다.

## 역사
- 1993년 7월 23일 : 방아다리길(현 길동생태공원 - 고덕동, 2.9 km)로 정해졌다.
- 1996년 2월 2일 : 방아다리길 일부 구간(서하남 입구 - 현 길동생태공원)이 개통되었다(5.2 km).[1]
- 2009년 7월 10일 : 방아다리길과 거여동길 일부 구간(문정동 로데오거리 - 서하남 입구)이 동남로(10.0 km)로 통합되었다.

## 구간
송파구
올림픽훼밀리타운 3단지 아파트 - 문정동 로데오거리 - 송파중학교 - 개롱역 - 오주중학교 - 오륜삼거리 - 서하남 입구
강동구
강동고덕 나들목 - 중앙보훈병원 - 길동생태공원 - 한영고등학교 - 이마트 명일점 - 광문고등학교 - 샘터근린공원